# موراکامی یوشیکیو
موراکامی یوشیکیو (به ژاپنی: 村上 義清 Murakami Yoshikiyo); ۲۹ مارس ۱۵۰۱ – ۱ ژانویهٔ ۱۵۷۳) سامورایی در خدمت خاندان اوئه‌سوگی در دوره سنگوکو اهل ژاپن بود. او از خاندان شینانوموراکامی بود.

## بررسی اجمالی
در سال ۱۵۴۱، تاکدا شینگن (در آن زمان تاکدا هارونوبو) پدرش، تاکدا نوبوتورا، را به ولایت سوروگا تبعید کرد و فتح شمال ولایت شینانو را که نوبوتورا از قبل آغاز کرده بود، را ادامه داد. یک فرمانده نظامی که گفته می‌شود قوی‌ترین سامورایی در ولایت شینانو بود در سر راه شینگن ایستاد، او موراکامی یوشیکیو بود. یوشیکیو در سال ۱۵۰۱ به دنیا آمد و ۲۰ سال از شینگن بزرگتر بود. در اصل، بیش از ۳۰۰ خانواده کوچک حاکم در استان شینانو وجود داشت و خانواده‌های مرکزی آن موراکامی از ولایت هوکوشین و اوگاساوارا ناگاتوکی از ولایت چوشین (منطقه چیکوما) بودند. همه آنها، مانند خاندان تاکدا، خون سیوا-گنجی را به عنوان اجداد خود دارند. یوشیکیو از نوادگان مستقیم میناموتو نو یورینوبو (پدربزرگ سابورو یوشیمیتسو سیلا) و اوگاساوارا ناگاتوکی از نوادگان مستقیم کای گنجی، کاگامی تومیتسو و اوگاساوارا ناگاکیو بود که از نوادگان یوشیمیتسو سیلا سابورو بودند. این سه خاندان متصل به خاندان گنجی یعنی خاندان‌های تاکدا، خاندان موراکامی و خاندان اوگاساوارا، بر سر استراتژی ولایت شینانو در دوران نوبوتورا و شینگن جنگیدند.
شینگن قبل از حمله‌های شدید، میانجی خاندان‌های کوچک قدرتمند شینانو بود. با این حال، برای به دست آوردن کامل ولایت شینانو او دریافت که، موراکامی و اوگاساوارا باید نابود شوند. این یوشیکیو بود که شجاعانه در مقابل شینگن ایستاد. یوشیکیو از خاندانی قدرتمند بود که بر کل منطقه شهر آییاما، شهر ناگانو، شهر چیکوما و شهر اوئدا در شمال شینانو (اصطلاح امروزی) حکومت می‌کرد و به عنوان یک فرمانده نظامی که در خرد و شجاعت عالی بود شناخته می‌شد. در دوران نوبوتورا، اتحادی با خاندان تاکدا وجود داشت، اما یوشیکیو در دوران شینگن اتحاد را شکست.

### نبرد اوئه‌داهارا
اولین نبرد سرنوشت ساز بین تاکدا و موراکامی نبرد اوئه‌داهارا در ۱۴ فوریه ۱۵۴۸ بود. محل نبرد تقریباً در ۴ کیلومتری غرب مرکز شهر اوئدا و در سراسر رودخانه یوشیکوما واقع شده است. دو ارتش با هم درگیر شدند و هشت ساعت جنگیدند و ارتش تاکدا که در ابتدا برتری داشت، با حمله ارتش موراکامی به قلعه به تدریج دچار سردرگمی شد. در اثر گرفتار استراتژی یوشیکیو، فرماندهانی مانند ایتاگاکی نوبوکاتا، آماری تورایاسو و هاجیکانو دنئمون  که عمیقاً دشمن را تعقیب می‌کردند، کشته شدند. حتی خود شینگن توسط نیزه از ناحیه بازوی چپش مجروح شد. رهبری یوشیکیو، که از مزیت موقعیت جغرافیایی برخوردار بود، از رهبری شینگن پیشی گرفت. در جنگ از ارتش تاکدا ۷۰۰ سرباز کشته شدند.

### محاصره قلعه توئیشی
شینگن پس از جمع‌آوری نیروی مجدد، دو سال بعد، در ۱۵۵۰، یوشیکیو را دوباره به چالش کشید. هدف حمله قلعه توئیشی یکی از قلعه‌های یوشیکیو بود. قلعه توئیشی بر روی تپه‌ای قرار داشت و یکی از مستحکم‌ترین قلعه‌های شینانو بود، با چهار دیوار قلعه که به‌طور عملکردی بر روی یک منطقه وسیع قلعه چیده شده‌اند. در طی این حمله، ارتش تاکدا هم از داخل و هم از بیرون قلعه گیر می‌افتد و به بیش از ۱۰۰۰ کشته خسارت بسیاری به ارتش شینگن وارد شد.

### محاصره کاتسورائو
یوشیکیو دو بار شینگن را به شدت شکست داد، اما شینگن به لطف تلاش‌های شجاعانه سانادا یوکیتاکا، که ملازم جدید شینگن شد، بار سوم پیروز شد. یوشیکیو به سختی جان خود را نجات داد و به طرف اوئه‌سوگی کنشین در ولایت ایچیگو فرار کرد و از او کمک خواست. این منجر به نبردهای کاواناکاجیما بعدی می‌شود. یوشیکیو در سال ۱۵۷۳ در ولایت ایچیگو درگذشت.